# Leonid Eidelman

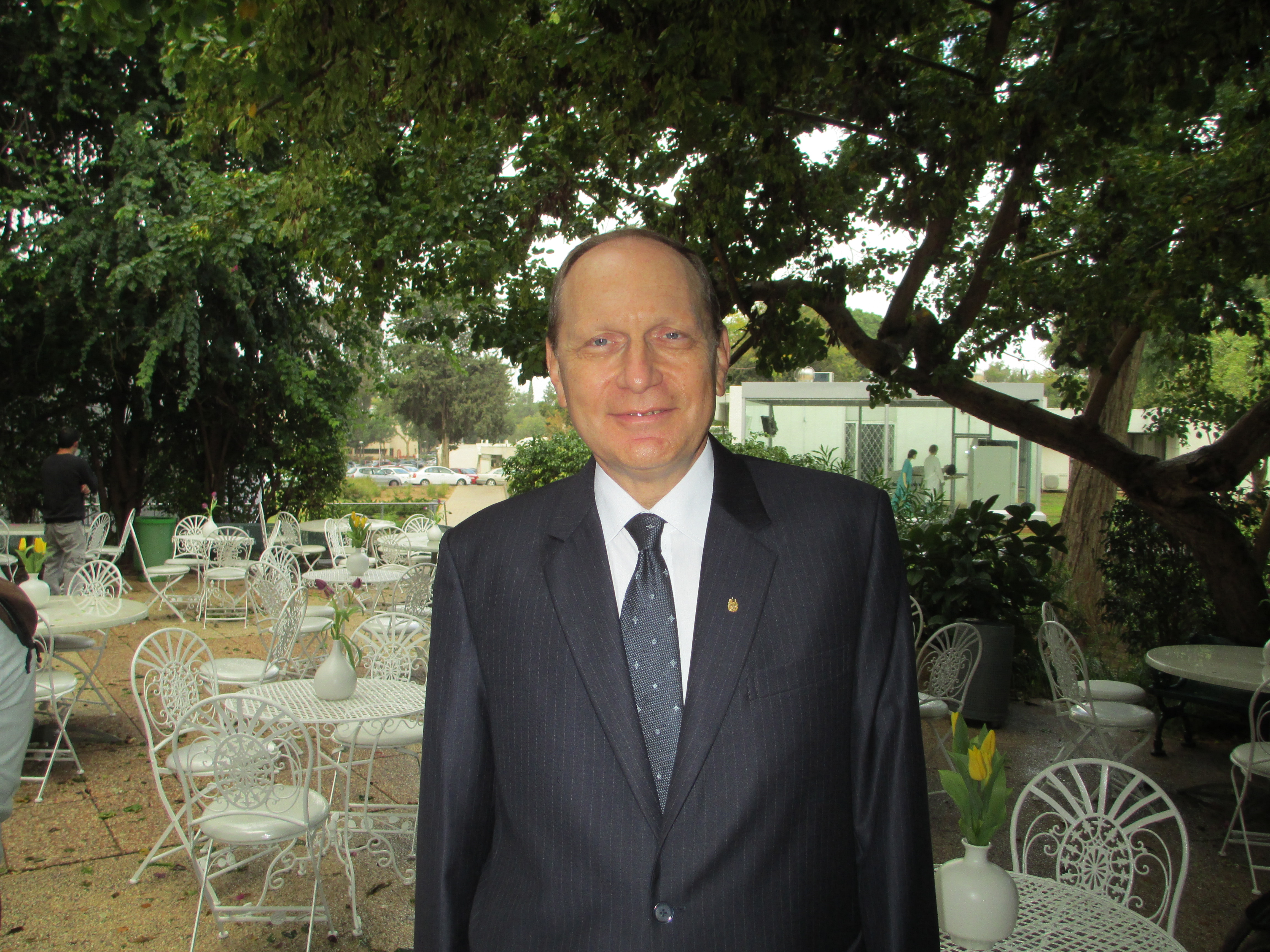
Leonid Eidelman (2012)

Leonid Eidelman (* 27. September 1952 in Riga) ist ein israelischer Mediziner, Facharzt für Anästhesiologie und Intensivmedizin und ärztlicher Standespolitiker.

## Leben
Eidelman studierte von 1969 bis 1975 Medizin in Riga (UdSSR). 1976 erwarb er den Facharzt für Anästhesiologie und Intensivmedizin. 1987 emigrierte er nach Israel. Eidelman leitet am Rabin Medical Center in Petah Tikva die Abteilung für Anästhesiologie.

## Ehrenamt
2009 wurde Eidelman zum Präsidenten der Israelischen Ärztekammer Israeli Medical Association (IMA) gewählt.
Als historisch gilt das Treffen der Vorstände von IMA und Bundesärztekammer (BÄK) im August 2017 zur ersten gemeinsamen Sitzung und Zeichnung der Berliner Erklärung, in der sich beide Ärzteverbände zur Einhaltung der Menschenrechte und zu einem ärztlichen Ethos, das dem individuellen Patienten verpflichtet ist, bekennen; zugleich erteilen sie jeglicher Form von Diskriminierung eine Absage.
Seit 2009 gehört Eidelman dem General Council des Weltärztebundes World Medical Association WMA an. Auf der Generalversammlung des Weltärztebundes vom 11. bis 14. Oktober 2017 in Chicago wurde er zum Präsidenten des Weltärztebundes für die Amtszeit 2018/2019 gewählt.
In seiner Antrittsrede auf der Generalversammlung des WMA vom 3. bis 6. Oktober 2018 in Reykjavik (Island) warnte er vor einer „Burnout-Pandemie unter Ärzten“; nahezu die Hälfte der zehn Millionen Ärzte weltweit zeige Symptome eines Burnouts, einschließlich emotionaler Erschöpfung, zwischenmenschlicher Entfremdung und einem geringen Gefühl der persönlichen Leistung.